# 黄腿蓬腿蜂鸟
，是雨燕目蜂鸟科的一种鸟类。
黄腿蓬腿蜂鸟体重约4.8克，翼长约57.2毫米，嘴峰长约19.7毫米，喙宽度约1.6毫米，喙厚度约1.8毫米，跗蹠长约6.7毫米，尾长约39.5毫米。黄腿蓬腿蜂鸟在其分布区内为留鸟，其栖息在密集的高大树木组成的森林中，食性为草食性，主要食物来源是植物的花蜜。

## 亚种
- ：分布于秘鲁北部和中部的安第斯山脉东坡（亚马孙大区东南部至瓦努科）。
- ：分布于秘鲁和玻利维亚南部的安第斯山脉东坡（库斯科以南至科恰班巴）。[4]